# Pseudosmittia subnigra
Pseudosmittia subnigra är en tvåvingeart som först beskrevs av Freeman 1956.  Pseudosmittia subnigra ingår i släktet Pseudosmittia och familjen fjädermyggor. Inga underarter finns listade i Catalogue of Life.